# Ghost Stories (película)
Ghost Stories es una película británica de terror de 2017, escrita y dirigida por Andy Nyman y Jeremy Dyson, adaptada de su obra de teatro del mismo nombre. La cinta está protagonizada por Nyman repitiendo su papel de la obra, con Paul Whitehouse, Alex Lawther y Martin Freeman en papeles de reparto. La película tuvo su première en el Festival de Cine de Londres el 5 de octubre de 2017 y fue estrenada en el Reino Unido el 6 de abril de 2018 por Lionsgate.

## Sinopsis
El escéptico profesor Phillip Goodman se embarca en un viaje hacia lo terrorífico tras encontrarse un archivo con detalles de tres casos inexplicables de apariciones. 

## Reparto
- Andy Nyman como el Profesor Phillip Goodman.
- Martin Freeman como Mike Priddle.
- Alex Lawther como Simon Rifkind.
- Paul Whitehouse como Tony Matthews.
- Nicholas Burns como Mark Van Rhys.
- Jill Halfpenny como Peggy Van Rhys.
- Kobna Holdbrook-Smith como Padre Emery.
- Daniel Hill como el Sr. Goodman
- Amy Doyle como Esther Goodman.
- Ramzan Miah como el novio de Esther.
- Paul Warren como Woolly.

Jeremy Dyson tiene un aparición sin acreditar como el DJ en el Bar Mitzvah de Phillip.

## Recepción
Ghost Stories ha recibido reseñas generalmente positivas de parte de la crítica y de la audiencia. En el sitio web especializado Rotten Tomatoes, la película posee una aprobación de 85%, basada en 131 reseñas, con una calificación de 7.1/10 y un consenso crítico que dice: "Ghost Stories ofrece una antología de terror bien elaborada y hábilmente contada que juega ingeniosamente con los tropos del género al tiempo que agrega algunos giros endiabladamente aterradores." De parte de la audiencia tiene una aprobación de 57%, basada en más de 1000 votos, con una calificación de 3.4/5
Por su parte, el sitio web Metacritic le ha dado a la película una puntuación de 68 de 100, basada en 27 reseñas, indicando "reseñas generalmente favorables". En el sitio IMDb los usuarios le han dado a la cinta una calificación de 6.4/10, sobre la base de 34 938 votos. En la página FilmAffinity la película tiene una calificación de 5.3/10, basada en 2888 votos.